# Генніг Бранд
Ге́нніґ Бранд (нім. Hennig Brand; бл *1630, Гамбург — † 1692, Гамбург) — німецький аптекар та алхімік, відомий відкриттям хімічного елемента фосфору у 1669 році.

## Біографія
Багато відомостей про життя Бранда не збереглося. Достовірно відомо, що він народився і жив у Гамбурзі. Вже під час  Тридцятилітньої війни служив у армії на нижчих командних посадах. Вирішивши, що це надто небезпечна для нього професія, став лікарем і набув відомості також у колах алхіміків. У цій царині він не досяг успіху та зайнявся комерцією. Удача йому сприяла, і незабаром Генніґ Бранд став купцем. Він заробив маєток та зміг дозволити собі придбати обладнання для заняття улюбленою справою — отриманням алхімічного золота з інших металів за допомогою філософського каменя.
Відомо також, що у Генніґа Бранда було дві дружини, причому друга володіла достатніми матеріальними статками. Існує версія, що саме це допомогло йому в алхімічних дослідах.
Намагаючись знайти філософський камінь, у 1669 році Бранд виділив фосфор. Зазнавши невдачі в спробах отримати золото за допомогою відкритого елемента, він розпочав торгівлю фосфором, а потім продав і сам секрет Ґотфріду Ляйбніцу. Помер у 1692 році.

## Відкриття фосфору

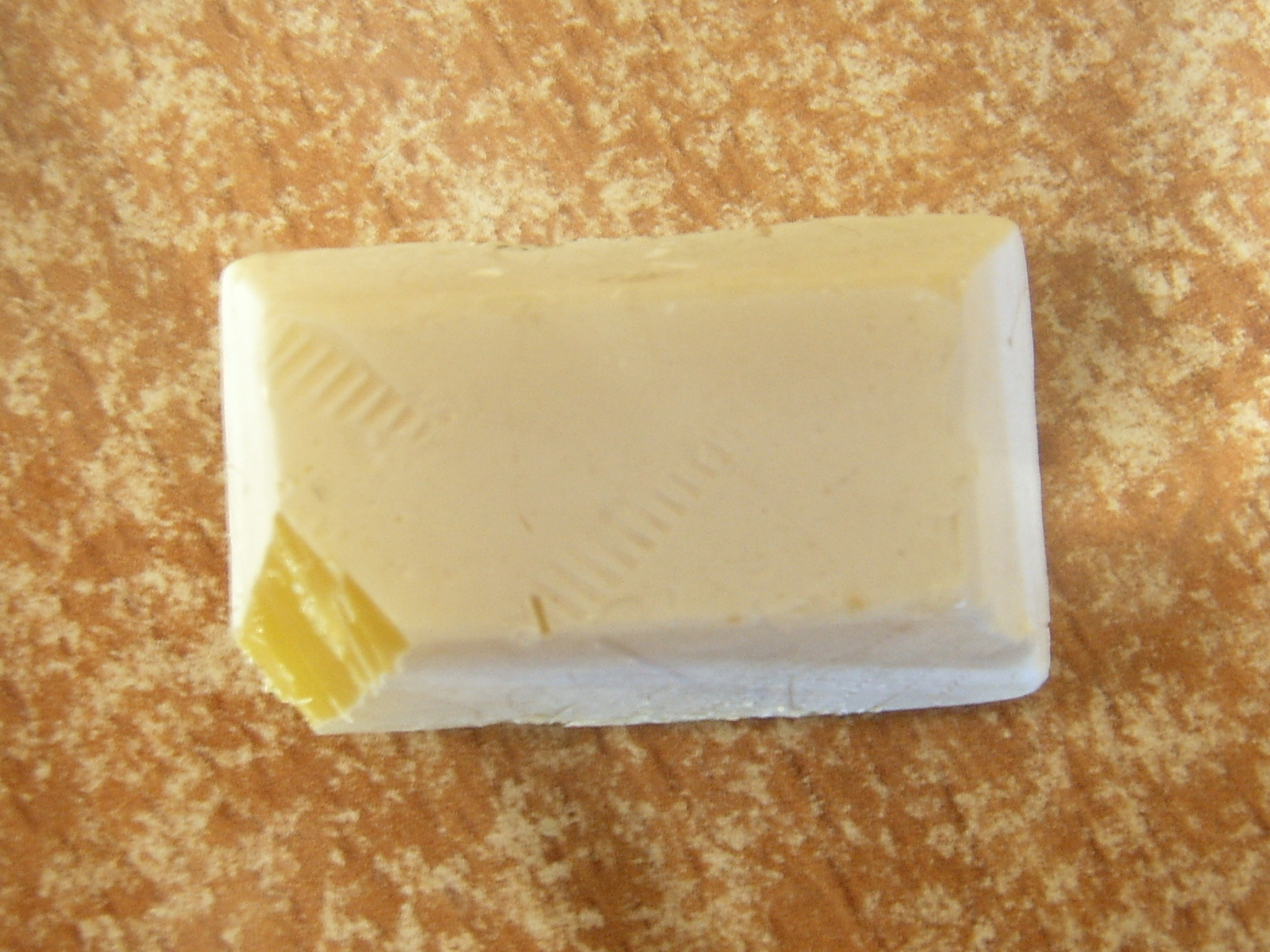
Білий фосфор з жовтим відтінком на зрізі під шаром води

Генніґ Бранд, подібно до інших алхіміків, намагався відшукати філософський камінь, натомість отримав речовину, що світиться. Бранд зосередився на дослідах із людською сечею, оскільки він вважав її золотистий колір ознакою вмісту золота або чогось потрібного для його видобутку. Спочатку його спосіб полягав у тому, що сеча відстоювалася протягом декількох днів, поки не зникне неприємний запах, а потім її випаровували до клейкого стану. Нагріваючи цю пасту до високої температури і доводячи до появи бульбашок, він сподівався, що шляхом наступної конденсації можна збагатити її золотом. Після процесу інтенсивного кип'ятіння та дистиляції протягом декількох годин Бранд прожарював її з піском і вугіллям без доступу повітря. При цьому виходили крупиці білої воскоподібної речовини, які дуже яскраво світились і до того ж мерехтіли у темряві. Бранд назвав цю речовину лат. phosphorus mirabilis («чудотворний носій світла»). Відкриття фосфору Брандом стало першим відкриттям нового хімічного елемента з часів античності.
Бранд одразу розпочав експерименти з перетворення отриманої речовини (або інших речовин з її допомогою) на золото, але всі його спроби були безрезультатними. Тоді Бранд знайшов інший спосіб «перетворити» результати своєї праці на золото: фосфор викликав величезний інтерес у суспільстві, і Бранд почав їм активно торгувати за ціною дорожче золота, зберігаючи спосіб отримання в таємниці. Пізніше, зрозумівши, що не зможе довго зберігати свій секрет, він продав технологію отримання фосфору дрезденському хіміку Д. Крафту за 200 талерів.
Дещо пізніше фосфор був отриманий іншим німецьким хіміком —  Йоганом Кункелем. У 1679 році асистент Роберта Бойля — Амброз Ґодфрей відвідує Бранда та дізнається від нього, що для отримання фосфору необхідною є висока температура. Таким чином Ґодфрей став одним із перших успішних виробників фосфору, а Роберт Бойль опублікував у 1693 році статтю «Спосіб приготування фосфору з людської сечі» датованою 14 жовтня 1680 року.